# Melospiza lincolnii
Il passero di Lincoln (Melospiza lincolnii Audubon, 1834) è una specie di uccello appartenente alla famiglia dei Passerellidi.

## Distribuzione e habitat
Il passero di Lincoln è nativo di: Bahamas, Belize, Canada, Costa Rica, Cuba, El Salvador, Guatemala, Haiti, Honduras, Isole Cayman, Messico, Panama, Porto Rico, Repubblica Dominicana, Saint-Pierre e Miquelon, Stati Uniti d'America e Turks e Caicos.
Segnalato occasionalmente in Groenlandia, Giamaica e Panama.